# Tunnel Helsinki-Tallinn
De tunnel van Helsinki naar Tallinn is een geplande spoortunnel onder de Finse Golf die naar verwachting tussen 2030 en 2035 in gebruik zal worden genomen. De tunnel zal de Finse hoofdstad Helsinki gaan verbinden met de Estische hoofdstad Tallinn en zal een aanvulling zijn op Rail Baltica.

## Geschiedenis
Vanaf april 2014 gingen Finland en Estland voorlopig onderzoeken hoe haalbaar een tunnel tussen de twee landen was. In februari 2015 werd dit afgerond. In januari 2016 hebben de twee betrokken ministeries officieel toegezegd om eraan mee te werken.
In 2016 droeg de Europese Unie 3,1 miljoen euro bij voor een haalbaarheidsonderzoek van deze tunnel. Begin 2017 werd begonnen met dit haalbaarheidsrapport, waarvan de resultaten in februari 2018 bekend werden gemaakt. Datzelfde jaar bereikten de twee landen spraken de landen af hoe ze zouden gaan samenwerken bij de bouw van de tunnel.
Op 26 april 2021 tekenden de Finse minister Timo Harakka (ministerie van Vervoer en Communicatie) en de Estische minister Taavi Aas (Estisch ministerie van Economische Zaken en Infrastructuur) een memorandum van overeenstemming over het samenwerken in de vervoerssector. Dit memorandum gaat niet alleen over de tunnel, maar over alle projecten die de infrastructuur tussen de twee landen verbeteren.

## Algemene informatie
De tunnel zal het in Tallinn gelegen Ülemiste verbinden met het in Helsinki gelegen treinstation Pasila. De tunnel zal de Europese spoorwijdte van 1435mm hebben. In Finland hebben de sporen gewoonlijk een wijdte van 1524mm.
De tunnel zal 92 kilometer lang worden en wordt daarmee de langste onderwatertunnel van de wereld. Verwacht wordt dat de kosten uitvallen op 13 miljard euro.